# Gurktaler Alperne
Gurktaler Alperne (tysk: Gurktaler Alpen, slovensk: Krške Alpe) er en bjergkæde i de centrale østlige alper i Østrig, opkaldt efter Gurk-flodens dal.

## Geografi

### Beliggenhed
Området er placeret mellem Mur-dalen i nord og adskiller det fra Niedere Tauern og Drava i syd, hvor det grænser op til Gailtal Alperne og Karavanke intervaller i de sydlige kalkstenalper. I vest når Gurktaler Alperne op til Katschberg Passet og Ankogelgruppen i Hohe Tauern-området. I øst adskiller Neumarktpasset i Øvre Stiermark det fra de tilstødende Lavanttal Alperne.

### Inddeling
Gurktaler Alperne kan opdeles i fem undergrupper:
- Nockbjergene ligger mellem Liesertal og Flattnitzer Höhe. Deres højeste top er Eisenhut (2.441 m).
- Metnitzbjergene ligger mellem Mur- og Metnitz-dale. Deres højeste punkt er Goldachnock (2.171 m).
- Bjergstrøget Mödring ligger mellem Metnitz- og Gurktal-dalen. Dets højeste punkt er Dorferecken (1.726 moh.)
- Wimitzbjergene ligger mellem Gurk- og Glan- dale, gennem hvilke Wimitz- floden løber. Deres højeste toppe er Schneebauerberg og Hocheck (begge 1.338 m)

I den sydlige ende af Gurktal-Alperne ligger Klagenfurt-bassinet omgivet af syv mindre bjergkæder.

### Toppe
De højeste toppe er beliggende i Nockbjergene (Nockberge, fra Nock, der betyder "afrundet bakketop", jfr. Nockerl), er en undergruppe vest for Flattnitz Passet, inklusive Mt. Eisenhut i Steiermark, Nationalparken Nockberge langs den naturskønne Nockalmstraße i Kärnten har siden 1987 været et beskyttet landskabsområde ( IUCN V). Nock-bjergene strækker sig også ned til Kärntens store søer Millstätter See og Ossiacher See.
Andre toppe inkluderer:
- Großer Rosennock, 2.440 moh.
- Hohe Pressing, 2.370 moh.
- Rinsennock, 2.334 moh.

## Økonomi og turisme
Det blide landskab med sine mange græsarealer havde været stedet for alpint sæterbrug (tysk:Alm) siden oldtiden. Der har også været minedrift i Gurktaler Alperne efter jern og sølv, og der hentes stadig magnesit nær Radenthein .
I dag er turisme den vigtigste økonomiske sektor. Gurktaler Alpernes dale har turister både om sommeren og den travle vintersæson. Det førende turistområde er Bad Kleinkirchheim, derefter Turracher Höhe ( Predlitz-Turrach og Reichenau ), Falkert (Reichenau) og Innerkrems ( Krems i Kärnten ), Flattnitz, Afritz og Katschberg (Rennweg am Katschberg). De største skiområder er Katschberg-Aineck, Innerkrems-Schönfeld-Karneralm, Turracher Höhe og Gerlitzen i Nock-bjergene og Kreischberg i Metnitz-bjergene.
Regionen Nockbjergene er også kendt for sine helbredende kurbade, bl.a Karlbad ved Nockalmstraße.